# Flyvemaskine
 "Fly" omdirigeres hertil. For andre betydninger af Fly, se Fly (flertydig).
En flyvemaskine (også kaldet et fly eller et aeroplan) er et luftfartøj med enten faste vinger eller roterende vinger (fx helikopter). Fastvingefly har en vis minimumshastighed under hvilken de mister opdrift og dermed "staller". En flyvemaskine er desuden defineret som værende "tungere end luft" i modsætning til for eksempel en varmluftballon eller et luftskib.

## Historie
Den 17. december 1903 gennemførte brødrene Wright (Wilbur og Orville Wright) en bemandet flyvning med en motoriseret maskine med større massefylde end den omgivende luft (i modsætning til f.eks. balloner og luftskibe). Forinden havde andre pionerer, bl.a. Otto Lilienthal, eksperimenteret med svæveflyvning, og det var ved systematiske studier af deres resultater, at Wright-brødrenes Flyer blev en succes.
Jacob Ellehammer påbegyndte i 1905 en række forsøg med en motordreven flyvemaskine på øen Lindholm (i Smålandsfarvandet). Allerede den 12. september 1906 lykkedes det ham at hæve sig fra jorden med sin flyvemaskine, der var bygget som todækker (biplan). Ellehammer kan derfor anses for at være den første, der i Europa fløj med en motordreven flyvemaskine. Rekorden er dog ikke anerkendt, fordi hans fly var tøjret til en pæl, så den ikke fløj frit, men i en cirkel. 
Æren for den første motorflyvning i Europa tilskrives derfor brasilianeren Alberto Santos-Dumont, der d. 23. oktober 1906 fløj flyet 14-bis 60 m foran et inviteret publikum udenfor Paris. Santos-Dumont var startet som luftskibspioner, og afprøvede i juli flyet ophængt under luftskibet "Nummer 14", deraf navnet 14-bis ((fransk): "14 B"). 
De første ca. tyve år havde flyvemaskiner oftest to eller flere sæt vinger (biplaner eller triplaner – til den sidste kategori hører bl.a. den navnkundige "Røde Baron", Baron von Richthofens ildrøde Fokker Dr.I), men under 1. verdenskrig gennemgik teknologien alligevel en rivende udvikling med hensyn til aerodynamik og lette, men ydedygtige motorer. Flaps og bevægelige vingeforkanter á la Handley-Page fremkom i 1930erne.
2. verdenskrig pressede flyvningens udvikling yderligere frem: Udviklingen af store bombefly lærte flyfabrikkerne at "bygge stort", og sammen med jetmotoren havde fabrikanterne redskaberne til at skabe de store passager-jetfly som blev grundlaget for 1960'ernes eksplosive vækst i den civile luftfart.
Flyvemaskiner fungerer kun i en atmosfære af tilstrækkelig tæthed, og rumfærgen må siges at have udvidet flyvemaskinens praktiske anvendelsesområde ud til denne grænse for Jordens atmosfæres vedkommende. Der foreligger i øvrigt planer om at anvende et ubemandet fly med en computer "ved pinden" i Mars' atmosfære med henblik på at studere store områder af planetens overflade.[kilde mangler]
I 1903 fløj den første motordrevne flyvemaskine 50 m (Wright Flyer), i 1976 fløj det hidtil hurtigste jetfly 3.530 km/t (Lockheed SR-71) og i 1986 fløj en flyvemaskine for første gang Jorden rundt uden mellemlandinger eller lufttankning (Rutan Voyager).

### Rygning på fly
Rygning er forbudt på stort set alle fly. Rygningen blev forbudt første gang allerede i 1971. Her tog United Airlines dette til sig. Advokaten Ralph Nader var en af de første som nævnte, at rygningen skulle gøres forbudt på fly. Hvorvidt forbuddet mod rygning på fly skulle stå eller ej, blev debatteret i en længere årrække. Det førte til, at det i 1987 blev gjort ulovligt at ryge i amerikanske fly.
Forbuddet startede med de korte ruter på to timer eller mindre. Derefter blev USA-forbuddet hævet til seks timer, og i 2000 blev det total forbudt. I 2015 blev det gjort forbudt af USDOT at bruge elektroniske cigaretter på fly. Man må på nuværende tidspunkt dog godt medbringe sin e-cigaret i alle EU-lande, men brugen af den skal godkendes af kabinepersonalet.

## Flyindustri
I Danmark findes flere forskellige firmaer, som sælger flyreservedele til luftfartsindustrien. Her kan nævnes Satair, som er den største danske virksomhed indenfor branchen, mens Leki Aviation A/S på trods af få år i branchen følger lige efter. Flyindustrien går også under det kortere og engelskinspirerede navn Aviation.

## Højderekorder for fly
- 4. oktober 2004 når det private raketfly SpaceShipOne højden 112 km. Piloten er Brian Binnie.
- 22. august 1963 når NASAs raketfly X-15 højden 108,0 km (354.300 fod). Piloten var Joseph A. Walker.

## Populære flytyper
Nogle af de mest populære flytyper inkluderer Boeing 737, Airbus A320, ATR 72, Embraer ERJ-175 og Bombardier CRJ. 

## Flytyper
- Amfibiefly
- Cykelfly
- Gyroplan – blanding af helikopter og flyvemaskine.
- Jetfly
  - Scramjetfly, Scramjet
- Militærfly
- Passagerfly
- Propelfly
- Sportsfly
- Raketfly
- Skycar
- Svævefly
- Ultralet
- Vandflyver
- Veteranfly
- Elfly

### Andre typer
- Modelfly
- Papirfly